# Сьєрра-Невада (США)

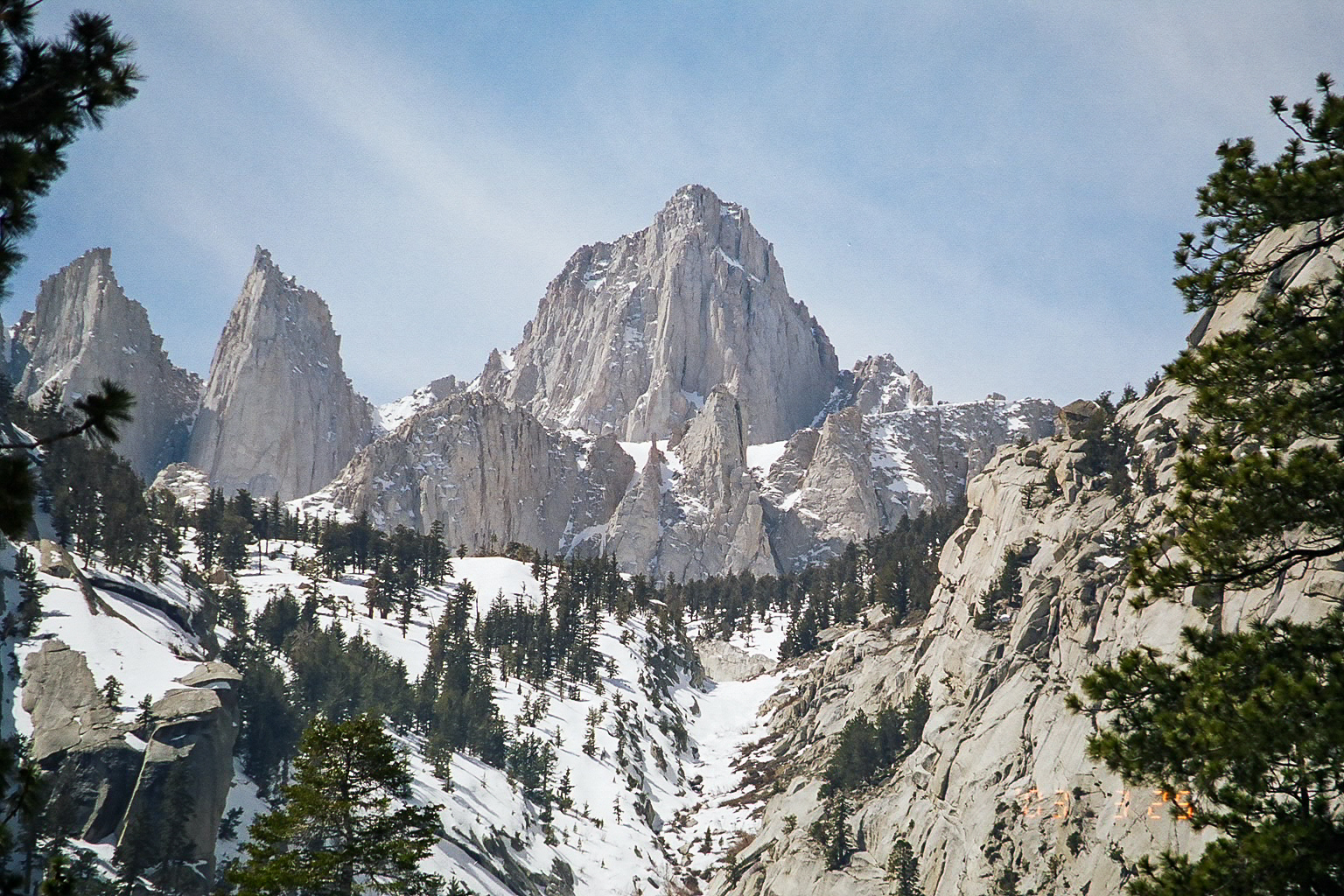
Гора Уїтні, найвища вершина Сьєрра-Невади

Сьє́рра-Нева́да (англ. і ісп. Sierra Nevada) — гірська система, хребет у західному поясі гір Північної Америки, що проходить майже через всю східну частину штату Каліфорнія (США). Площа: 63 118 км². Найвища точка: гора Вітні. 
Назва хребта має іспанське походження, та буквально означає «сніжні гори», — так їх назвав отець Педро Фонт (Padre Pedro Font) під час другої подорожі Хуана Баттісти Анза в 1776 році. 
На початку 2025 року, згідно повідомлення у виданні Live Science, група вчених, які вивчають гірську систему Сьєрра-Невада, заявили, що в майбутньому вона може повністю провалитися під поверхню Землі в результаті активної тектонічної діяльності, яка характерна для цього регіону. Зокрема, Сьєрра-Невада розташована там, де відбувається зіткнення плит земної кори — Тихоокеанської і Північноамериканської. Зіткнення призводить до того, що гори деякий час зростають, а земна кора під ними, навпаки, поринає в мантію. Не виключено, що в майбутньому вся гірська система Сьєрра-Невада може повністю опинитися під землею, змінивши ландшафт регіону.